# 內厝里
內厝里是中華民國嘉義縣朴子市的一個里，西北、東北隔朴子溪與六腳鄉的更寮村、正義村相望，西南與順天里，南與開元里、東南與安福里相鄰，面積0.5087平方公里。原名觀音亭，以康熙年間村民為避水患建立的供奉觀音的小廟而得名，後因村莊被十九世紀中期朴子溪改道而形成的新舊河道包圍，交通不便而改稱內厝，後舊河道被開墾為農田和居屋，漸漸與朴子市區連成一片。而原先供奉觀音的小廟也改名為龍樹亭，成為本地莊廟。